# Festival Internacional de Cine de Venecia de 1992
La 49.ª edición del Festival Internacional de Cine de Venecia tuvo lugar entre el 1 y el 11 de septiembre de 1992.

## Jurados
Las siguientes personas fueron seleccionadas para formar parte del jurado de esta edición:
- Dennis Hopper (Presidente)
- Jirí Menzel (Presidente)
- Gianni Amelio
- Anne Brochet
- Neil Jordan
- Hanif Kureishi
- Ennio Morricone
- Michael Ritchie
- Jacques Siclier
- Fernando E. Solanas
- Sheila Whitaker

## Películas

### Selección oficial

#### En Competición
Las películas siguientes compitieron para el León de Oro:
| Título en España                   | Título original                   | Director(es)        | País           |
| ---------------------------------- | --------------------------------- | ------------------- | -------------- |
| La ausencia                        | L'absence                         | Peter Handke        | Francia        |
| Aclá                               | La discesa di Aclà a Floristella  | Aurelio Grimaldi    | Italia         |
| Fratelli e sorelle                 | Fratelli e sorelle                | Pupi Avati          | Italia         |
| La Chasse aux papillons            | La Chasse aux papillons           | Otar Iosseliani     | Francia        |
| Muerte de un matemático napolitano | Morte di un matematico napoletano | Mario Martone       | Italia         |
| Glengarry Glen Ross                | Glengarry Glen Ross               | James Foley         | Estados Unidos |
| Guelwaar                           | Guelwaar                          | Ousmane Sembène     | Senegal        |
| Jamón Jamón                        | Jamón Jamón                       | Bigas Luna          | España         |
| Un corazón en invierno             | Un cœur en hiver                  | Claude Sautet       | Francia        |
| In the Soup                        | In the Soup                       | Alexandre Rockwell  | Estados Unidos |
| L.627                              | L.627                             | Bertrand Tavernier  | Francia        |
| O Último Mergulho                  | O Último Mergulho                 | João César Monteiro | Portugal       |
| Luxury Hotel                       | Hotel de Lux                      | Dan Pița            | Rumanía        |
| Olivier, Olivier                   | Olivier, Olivier                  | Agnieszka Holland   | Francia        |
| Orlando                            | Orlando                           | Sally Potter        | Reino Unido    |
| La peste                           | La peste                          | Luis Puenzo         | Argentina      |
| En nombre de Caín                  | Raising Cain                      | Brian De Palma      | Estados Unidos |
| The Sentimental Policeman          | Chuvstvitelnyy militsioner        | Kira Muratova       | Ucrania        |
| Qiu Ju, una mujer china            | Qiu Ju da guan si                 | Zhang Yimou         | China          |
| Kaivo                              | Kaivo                             | Pekka Lehto         | Finlandia      |

#### Fuera de competición
Las películas siguientes fueron seleccionadas para ser exhibidas fuera de competición:
Largometrajes
| Título en español     | Título original         | Director(es) | País   |
| --------------------- | ----------------------- | ------------ | ------ |
| La huida del inocente | La corsa dell'innocente | Carlo Carlei | Italia |

#### Eventos especiales
Las películas siguientes fueron seleccionadas para ser exhibidas como eventos especiales:
Largometrajes
| Título en español | Título original | Director(es) | País     |
| ----------------- | --------------- | ------------ | -------- |
| Heimat 2          | Heimat 2        | Edgar Reitz  | Alemania |

#### Notti Veneziane
Las siguientes películas fueron exhibidas en la edición de Notti Veneziane:
| Título en España               | Título original    | Director(es)       | País           |
| ------------------------------ | ------------------ | ------------------ | -------------- |
| En la línea de ataque          | A Midnight Clear   | Keith Gordon       | Estados Unidos |
| Juego de patriotas             | Patriot Games      | Phillip Noyce      | Estados Unidos |
| Minbo: El arte de la extorsión | Minbo no onna      | Jūzō Itami         | Japón          |
| Daens                          | Daens              | Stijn Coninx       | Bélgica        |
| Le cahier volé                 | Le cahier volé     | Christine Lipinska | Francia        |
| Non chiamarmi Omar             | Non chiamarmi Omar | Sergio Staino      | Italia         |
| Juego de lágrimas              | The Crying Game    | Neil Jordan        | Irlanda        |
| Prorva                         | Prorva             | Ivan Dykhovichnyj  | Rusia          |
| The Playboys                   | The Playboys       | Gillies MacKinnon  | Reino Unido    |
| El ojo público                 | The Public Eye     | Howard Franklin    | Estados Unidos |

#### Finestra sulle Immagini
Las siguientes películas fueron exhibidas en la edición de Finestra sulle Immagini:
Largometrajes
| Título en España             | Título original              | Director(es)       | País           |
| ---------------------------- | ---------------------------- | ------------------ | -------------- |
| Ai ni tsuite, Tokyo          | Ai ni tsuite, Tokyo          | Mitsuo Yanagimachi | Japón          |
| Antonia y Jane               | Antonia & Jane               | Beeban Kidron      | Reino Unido    |
| El cielo sube                | El cielo sube                | Marc Recha         | España         |
| Hua pi zhi: Yin yang fa wang | Hua pi zhi: Yin yang fa wang | King Hu            | China          |
| Incident at Oglala           | Incident at Oglala           | Michael Apted      | Estados Unidos |
| La cruz del sur              | La cruz del sur              | Patricio Guzmán    | España         |
| Monster in a Box             | Monster in a Box             | Nick Broomfield    | Reino Unido    |
| On the Bridge                | On the Bridge                | Frank Perry        | Estados Unidos |
| Roncsfilm                    | Roncsfilm                    | György Szomjas     | Hungría        |
| Tango Argentino              | Tango Argentino              | Goran Paskaljevic  | Yugoslavia     |

Mediometrajes
| Título original                | Director(es)    | Duración | País     |
| ------------------------------ | --------------- | -------- | -------- |
| Confessions of a Suburban Girl | Susan Seidelman | 50'      | Italia   |
| Nach Patagonien                | Jan Schütte     | 58'      | Alemania |
| Sevillanas                     | Carlos Saura    | 55'      | España   |

Cortometrajes
| Título original                     | Director(es)                   | Duración | País           |
| ----------------------------------- | ------------------------------ | -------- | -------------- |
| All About Lurleen                   | Florence Dauman                | 19'      | EE. UU.        |
| A Table for Two                     | Koto Bolofo                    | 20'      | Francia        |
| Capoeira Quickstep                  | Gillian Lacey, Roberto Mader   | 26'      | Reino Unido    |
| Comamos y bebamos todos de Él       | José Antonio Quirós            | 13'      | España         |
| Femmine, folle e polvere d'archivio | Silvio Soldini                 | 7'       | Italia         |
| Frammenti di vita clandestine       | Silvano Agosti                 | 18'      | Italia         |
| Il sogno della farfalla             | Marco Bellocchio               | 10'      | Italia         |
| La plage                            | Patrick Bokanowski             | 14'      | Francia        |
| Life's a gas                        | Philip Davis                   | 11'      | Reino Unido    |
| Magic box                           | Enric Folch                    | 12'      | Reino Unido    |
| Now That It's Morning               | Neil Bartlett                  | 11'      | Reino Unido    |
| Once upon a time                    | Ian Roberts                    | 21'      | Reino Unido    |
| Phone                               | Tim Pope                       | 30'      | Reino Unido    |
| Rosa                                | Peter Greenaway                | 13'      | Bélgica        |
| Sammy                               | Sante D'Orazio                 | 30'      | Estados Unidos |
| Scherzio                            | Robert Wynne-Simmons           | 11'      | Reino Unido    |
| Solly's Diner                       | Larry Hankin                   | 10'      | Estados Unidos |
| The big fish                        | Declan Donnellan, Nick Ormerod | 11'      | Estados Unidos |
| Trauma                              | Gerhard Johannes Rekel         | 30'      | Austria        |
| Walking the dog                     | Bonnie Palef                   | 30'      | Estados Unidos |
| Wireless nights                     | Melissa Juhanson               | 12'      | Australia      |

Animación
| Título original            | Director(es)           | País           |
| -------------------------- | ---------------------- | -------------- |
| Food                       | Jan Svankmajer         | Reino Unido    |
| Franz Kafka                | Piotr Dumala           | Polonia        |
| Konec stalinismu v Cechách | Checoaslovaquia        | Canadá         |
| Outrage-High Noon          | Phil Mulloy            | Reino Unido    |
| Push Comes to Shove        | Bill Plympton          | Estados Unidos |
| Are We Still Married?      | Stephen y Timothy Quay | Reino Unido    |
| The comb                   | Stephen y Timothy Quay | Reino Unido    |
| The mill                   | Petra Freeman          | Reino Unido    |

### Secciones independientes

#### Semana de la crítica Internacional
Las películas siguientes fueron seleccionadas para la 6.ª Semana Internacional de la Crítica del Festival de Cine de Venecia:
| Título en España                                                       | Título original                                                        | Director(es) | País        |
| ---------------------------------------------------------------------- | ---------------------------------------------------------------------- | --- | ----------- |
| Galaxies Are Colliding                                                 | Galaxies Are Colliding                                                 | John Ryman | EE. UU.     |
| Oxygen Starvation                                                      | Kisneviy golod                                                         | Andrij Doncik | Canadá      |
| A Song For Beko                                                        | Klamek ji bo Beko                                                      | Nizamettin Ariç | Alemania    |
| Les sept péchés capitaux                                               | Les sept péchés capitaux                                               | Beatriz Flores Silva, Frédéric Fonteyne, Yvan Le Moine, Geneviève Mersch, Pier-Paul Renders, Pasca Zabus, Philippe Blasbard, Olivier Smolders | Francia     |
| Leon the Pig Farmer                                                    | Leon the Pig Farmer                                                    | Gary Sinyor y Vadim Jean | Reino Unido |
| Naprawde krotki film o milosci, zabijaniu i jeszcze jednym przykazaniu | Naprawde krotki film o milosci, zabijaniu i jeszcze jednym przykazaniu | Rafal Wieczynsky | Polonia     |
| Sabine                                                                 | Sabine                                                                 | Philippe Faucon | Francia     |

#### Vetrina del Cinema Italiano[10]
| Título original                   | Director(es)         |
| --------------------------------- | -------------------- |
| Donne sottotetto (Centro storico) | Roberto Giannarelli  |
| Trittico di Antonello             | Francesco Crescimone |
| Manila paloma blanca              | Daniele Segre        |
| Nero                              | Giancarlo Soldi      |
| Quattro figli unici               | Fulvio Wetzl         |
| Tutti gli uomini di Sara          | Gianpaolo Tescari    |
| Un'altra vita                     | Carlo Mazzacurati    |
| Verso Sud                         | Pasquale Pozzessere  |
| Volevamo essere gli U2            | Andrea Barzini       |

### Retrospectivas
1932 Il Cinema diventa Arte
Retrospectiva sobre del cine de 1932.
| Título español                      | Título original             | Director(es)                                       | País            |
| ----------------------------------- | --------------------------- | -------------------------------------------------- | --------------- |
| Viva la libertad                    | À nous la liberté           | René Clair                                         | Francia         |
| Una cabaña en el cielo              | Cabin in the Sky            | Vincente Minnelli, Busby Berkeley                  | Estados Unidos  |
| Assisi (corto)                      | Assisi (corto)              | Alessandro Blasetti                                | Italia          |
| Au nom de la loi                    | Au nom de la loi            | Maurice Tourneur                                   | Francia         |
| Azais                               | Azais                       | René Hervil                                        | Francia         |
| Bialy slad                          | Bialy slad                  | Adam Krzeptowski                                   | Hungría         |
| Bring 'Em Back Alive                | Bring 'Em Back Alive        | Clyde E. Elliott                                   | Estados Unidos  |
| Remordimiento                       | The Broken Lullaby          | Ernst Lubitsch                                     | Estados Unidos  |
| La luz azul                         | Das blaue Licht             | Leni Riefenstahl                                   | Bélgica         |
| Das Lied einer Nacht                | Das Lied einer Nacht        | Anatole Litvak                                     | Alemania        |
| El congreso se divierte             | Der Kongress tanzt          | Erik Charell                                       | Alemania        |
| David Golder                        | David Golder                | Julien Duvivier                                    | Francia         |
| El hombre y el monstruo             | Dr. Jekyll and Mr. Hyde     | Rouben Mamoulian                                   | Estados Unidos  |
| Amor prohibido                      | Forbidden                   | Frank Capra                                        | Estados Unidos  |
| Frankestein                         | Frankestein                 | James Whale                                        | Estados Unidos  |
| ¡Qué sinvergüenzas son los hombres! | Gli uomini, che mascalzoni! | Mario Camerini                                     | Italia          |
| Gran Hotel                          | Gran Hotel                  | Edmund Goulding                                    | Estados Unidos  |
| Hôtel des étudiants                 | Hôtel des étudiants         | Viktor Tourjansky                                  | Francia         |
| Pini di Roma                        | Pini di Roma                | Mario Costa                                        | Italia          |
| Muchachas de uniforme               | Mädchen in Uniform          | Leontine Sagan, Carl Froelich                      | Alemania        |
| Po horách, po dolách                | Po horách, po dolách        | Karel Plicka                                       | República Checa |
| El camino de la vida                | Putyovka v zhizn            | Nikolai Ekk                                        | Rusia           |
| Regen                               | Regen                       | Mannus Franken, Joris Ivens                        | Países Bajos    |
| El campeón                          | The Champion                | King Vidor                                         | Estados Unidos  |
| Avidez de tragedia                  | The Crowd Roars             | Howard Hawks                                       | Estados Unidos  |
| Que pague el diablo                 | The Devil To Pay            | George Fitzmaurice                                 | Estados Unidos  |
| The Faithful Heart                  | The Faithful Heart          | Victor Saville                                     | Reino Unido     |
| El pecado de Madelon Claudet        | The Sin of Madelon Claudet  | Edgar Selwyn                                       | Estados Unidos  |
| El Don apacible                     | Tikhiy Don                  | Ivan Pravov, Olga Preobrazhenskaya, Mikhail Provor | Rusia           |

## Premios

### Sección oficial-Venecia 49
Las siguientes películas fueron premiadas en el festival:
- León de Oro a la mejor película: Qiu Ju, una mujer china de Zhang Yimou
- León de Plata: 
  - Claude Sautet por Un corazón en invierno
  - Bigas Luna por Jamón, jamón
  - Dan Pita por Hotel de lux
- Premio especial del jurado: Muerte de un matemático napolitano de Mario Martone
- Copa Volpi al mejor actor: Jack Lemmon por Glengarry Glen Ross
- Copa Volpi a la mejor actriz:  Li Gong por Qiu Ju, una mujer china
- León de Oro a la trayectoria: 
  - Francis Ford Coppola
  - Jeanne Moreau
  - Paolo Villaggio
- Medalla de oro del Presidente del Senado italiano: Ousmane Sembene por Guelwaar

### Otros premios
Las siguientes películas fueron premiadas en otros premios de la edición: 
- Premio de la audiencia: Tango Argentino de Goran Paskaljević
- Premio FIPRESCI:
  - Un corazón en invierno de Claude Sautet
  - Leon the Pig Farmer de Vadim Jean
  - Die zweite Heimat - Chronik einer Jugend de Edgar Reitz
- Premio Pietro Bianchi:
  - Marco Ferreri
- Premio Elvira Notari: Orlando de Sally Potter
- Premio OCIC: Orlando de Sally Potter

Mención especial
- - Daens de Stijn Coninx
  - Qiu Ju, una mujer china de Zhang Yimou